# 昌都龍
昌都龍（"Changdusaurus"或"Changtusaurus"）是劍龍科恐龍的一屬，生存於晚侏儸紀的中國，是個非正式名稱。模式種是裝甲盾齒昌都龍 ("C. laminoplacodus")，由趙喜進在1986年首次使用，但沒有正式的研究、敘述，因此是個無資格名稱。有消息指出，昌都龍的化石已經遺失。

## 外部連結
- Stegosauria on Thescelosaurus! (scroll down to Stegosauridae i.s.)
- Changtusaurus in The Dinosaur Encyclopaedia （页面存档备份，存于） at Dino Russ's Lair